# Josef Maly

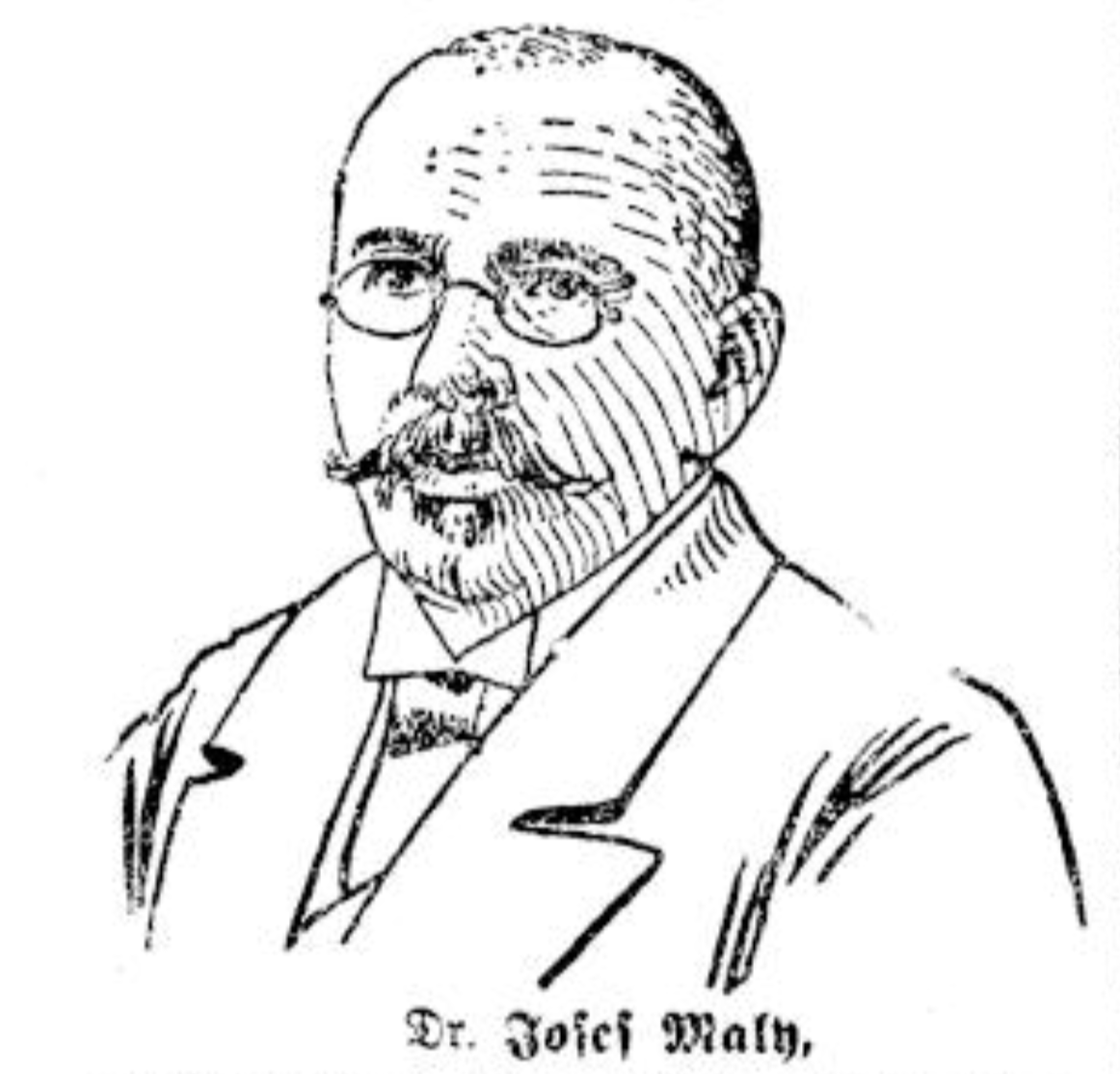
Josef Maly (1857–1912), deutschböhmischer Jurist und Politiker

Josef Maly (* 24. Dezember 1857 in Kaaden in Böhmen als Josef Emanuel Malý; † 8. März 1912 in Königliche Weinberge bei Prag, Österreich-Ungarn) war ein deutschböhmischer Jurist und Politiker.

## Leben
Josef Maly wurde 1857 in Kaaden als Sohn des aus Beraun stammenden damaligen Unterreallehrers Franz Malý und dessen Ehefrau Maria Anna geboren. Sein Vater wurde später Direktor der Bürgerschule Kaadens. Maly besuchte das Gymnasium in Duppau und Eger. Ab dem Wintersemester 1877/1878 studierte er Rechtswissenschaften an der Universität Prag. Das Studium schloss er 1882 mit der Promotion zum Dr. jur. ab. Anschließend war er zunächst in Brüx tätig, ehe er in die Kanzlei des Politikers Franz Schmeykal eintrat. Im April 1894 eröffnete er eine eigene Kanzlei in Prag. 
Früh engagierte sich Maly in verschiedenen gesellschaftlichen und politischen Vereinen. So gehörte er dem Prager Schulerhaltungsverein und dem Vorstand der Sterbekasse des deutschen Feuerwehr-Landesverbandes für Böhmen in Prag an. Politisch engagierte sich Maly für die Deutsche Fortschrittspartei. 1899 wurde er als deren Kandidat als Abgeordneter für den Wahlkreis Rumburg in den böhmischen Landtag gewählt. Das Mandat verteidigte er 1901 und 1908 erfolgreich. 1907 kandidierte er im neu geschaffenen Wahlbezirk Böhmen 99 für die Wahlen zum Reichsrat. Er unterlag im ersten Wahlgang Josef Hannich (Sozialdemokraten) und Josef Tschiedel (Christsoziale). Bei der Stichwahl setzte sich schließlich Hannich durch. Während seiner Amtszeit als Abgeordneter und Mitglied der National-politischen Kommission setzte sich Maly für eine Verständigung zwischen Deutschen und Tschechen ein. 1907 forderte er eine Landtagswahlreform, bei der die Interessen der beiden großen Bevölkerungsteile berücksichtigt werden sollten.

„Ohne einen gerechten, auch die Deutschen befriedigenden Ausgleich mit den Tschechen gebe es keine Reform der böhmischen Wahlordnung. […] Täten sie das nicht, wären sie selbst die Totengräber des Deutschtums in diesem Lande“

So befürwortete er einen Kompromiss im Streit um das umstrittene Sprachengesetz. Bei der anschließenden Abstimmung gehörte Maly zur geringen Minderheit der Befürworter. Von seinen Parteikollegen wurde er schließlich überstimmt. Daraufhin legte er sein Mandat in der Kommission nieder. Aufgrund seiner entgegenkommenden und auf Verständigung mit den Tschechen zielenden Position, war Maly lange Zeit Ziel heftigster Angriffe.
Josef Maly war mit Irma Durdik, Tochter des JUDr. Julius Durdik († 1910), Advokat in Mistek in Mähren, verheiratet. Er starb am Morgen des 8. März 1912 nach längerer Krankheit in seiner Wohnung. Er wurde unter großer Teilnahme, u. a. von Franz von Thun und Hohenstein, dem damaligen Statthalter, auf dem Friedhof im Prager Stadtteil Weinberge beigesetzt.

## Auszeichnungen
- Orden der Eisernen Krone III. Klasse (1908)